# Alan Cobham
Alan John Cobham, född 6 maj 1894 i London, död 21 oktober 1973 i Bournemouth i Dorset, var en brittisk flygare.

## Biografi
Cobham deltog i första världskriget som stridspilot. Han ägnade sig från 1919 åt trafikflygning och vann 1923 1:a pris i trafikflygning Göteborg-Köpenhamn vid internationella luftfartsutställningen i Göteborg 1923 (ILUG 1923). Cobham genomförde en rad uppmärksammade distansflygningar både med trafik- och sportflygplan, och var en av de första, som i handling påvisade möjligheten av reguljär lufttrafik.